# سيروس روشاني
سيروس روشني (1925 – 1981) كان طبيبًا مختصًا في التخدير من إيران. تعرض للاضطهاد مرات عديدة بسبب انتمائه إلى الديانة البهائية، حتى قبل الثورة الإيرانية عام 1979. وعلى الرغم من مراقبته، واصل عمله في المستشفى. وبعد الثورة، تلقى تهديدات متكررة من حكومة الجمهورية الإسلامية، كجزء من حملة اضطهاد ممنهجة ضد البهائيين. وفي شتاء عام 1981، أُعدم رمياً بالرصاص بعد اتهامه بالتجسس.

## حياته
وُلِد سيروس روشني في تبريز عام 1925 لعائلة بهائية. عندما كان مراهقًا، اضطر إلى ترك المدرسة والدخول إلى سوق العمل بسبب المصاعب المادية وظروف عائلته، لكنه في سن السابعة عشرة، تمكّن من إنهاء ثلاث سنوات دراسية في عام واحد، ثم أكمل عامين آخرين والتحق بكلية الطب.
بعد تخرجه من كلية الطب، تخصص في التخدير وعمل في وزارة الصحة والتعليم الطبي. في عام 1957، تزوج من بروين شيخ الإسلامي، وأنجبا ثلاثة أطفال. تعرض سيروس باستمرار للتهديد والمضايقة بسبب ديانته. في عام 1974، نُقل إلى طهران من قبل وزارة الصحة، وطُرد من وظيفته كطبيب تخدير عدة مرات، لكنه أعيد للعمل في كل مرة نظرًا لمهاراته العالية.

## بعد الثورة
وبعد الثورة، اشتدت الضغوط عليه، خاصة من قبل الحرس الثوري الإيراني، الذي كان يضايقه ويهدده. وكان تحت مراقبة مستمرة من الميليشيات في مكان عمله، وتعرض هو وعائلته لمحاولات اغتيال متعددة، إضافة إلى مشاهد مفبركة وحوادث مفتعلة نظمها الحرس الثوري.

## الاعتقال
وبعد نجاته من عدة محاولات اغتيال خلال خريف عام 1981، تم اعتقاله في 13 كانون الأول من العام ذاته، خلال الاجتماع الثاني للعقيدة البهائية، إلى جانب كل من كامران صميمي وجينوس محمودي ومحمود مجنوب وجلال عزيزي ومهدي أمين وأمين عزت وفروهي وغدرة روحاني.

## الإعدام
وفي 27 كانون الأول 1981، أي بعد أقل من أسبوعين على اعتقاله، تم إعدامه رمياً بالرصاص إلى جانب سبعة أعضاء آخرين من الجماعة البهائية.
وأعلنت السلطة القضائية في إيران أن الإعدام جاء بتهمة التجسس.

## الكتابة والموسيقى
إلى جانب خبرته الطبية، كان سيروس مولعًا بالأدب والشعر والموسيقى، وكان يُجيد العزف على آلات وترية تقليدية فارسية مثل السيتار والسنطور، وكان يقرأ ويغني أثناء العزف.
كما ألّف كتابًا شعريًا، وأنتج عدة مؤلفات أخرى منها: الورقة الخضراء، حياة البهائيين، الذئب في ثوب، وأيام البداوة.